# ジャワのマンゴ売り
「ジャワのマンゴ売り」（じゃわのまんごうり）は、1942年9月にビクターレコード（現：ビクターエンタテインメント）から発売された日本の流行歌。作詞：門田ゆたか、作曲と編曲：佐野鋤、歌唱：灰田勝彦と大谷冽子。歌詞は全3番。レコード番号「A-4342-A」。
作曲者である佐野の代表作の1つ。歌詞・音楽ともに南方の異国情緒が盛り込まれ、発売当時から人気を得た。「ジャバのマンゴ売り」とも。

## 解説
1941年に太平洋戦争が開始され、日本軍が東南アジア各地を占領するニュースが次々に舞い込むと、日本国内に南洋幻想とでも言うべき、それら南方のエキゾティックな事物への憧れや関心が高まるようになってきた。レコード業界にも当然そういう需要が舞い込み、作曲者の佐野は新聞や雑誌などでヒントを得て「南の幻想」という一連の軽音楽作品シリーズを発表していった。
1942年に佐野は、新聞で見たビルマ人の焼き飯売りの写真からインスピレーションを得て「ジャワの焼き飯売り」という作品を書き上げた。このとき1番の歌詞も佐野の手により書かれた。また、「焼き飯」はインドネシア料理のナシゴレンを指していたともされる。しかしビクターのディレクターから「焼き飯売り」では曲調に合わないとタイトルの変更を求められたため、門田の手により詞が付けられ「ジャワのマンゴ売り」として発売された。
オリジナル版のほかにも作曲者の手により様々なアレンジのバージョンが発表されており、アメリカのスリー・サウンズ楽団が演奏してレコード化されたものもある。

## エピソード
ちなみに本作品が書かれた後で、佐野は南方慰問団の一員として訪れたサイゴンにて初めてマンゴーを食べる機会を得た。他にも様々な南方の果物をこの時食べたが、最もマンゴーが美味に感じたという。
また帰国途中に、船内の通信室に備えてあったラジオで「ジャワのマンゴ売り」が流れているのに気づき、現在この歌は内地で大流行しているという話を船員から聞いて大いに感激したエピソードも残されている。